# Amcinonide
Amcinonide (tên thương mại Cyclocort) là một glucocorticoid tại chỗ được sử dụng để điều trị ngứa, đỏ và sưng liên quan đến một số tình trạng da liễu như viêm da dị ứng và viêm da tiếp xúc dị ứng. Amcinonide cũng có thể được phân loại là một corticosteroid phân tử nhỏ đa chức năng, đã được FDA chấp thuận và hiện được bán trên thị trường dưới dạng thuốc mỡ, kem dưỡng da hoặc kem. Nó hoạt động như một yếu tố phiên mã để đáp ứng với glucocorticoids và bộ điều biến cho các yếu tố phiên mã khác đồng thời điều chỉnh hoạt động của phospholipase A2.

## Công dụng y tế
Corticosteroid được sử dụng tại chỗ được sử dụng để làm giảm các biểu hiện viêm và ngứa của cermosteroid đáp ứng với corticosteroid, đặc biệt là viêm da, eczema và bệnh vẩy nến. Hoạt chất của Cyclocort là Amcinonide, với các thành phần không hoạt động bao gồm xăng dầu, rượu benzyl, sorbitol, hydroxyanisole butylated, propyl gallate, axit citric, glycerin và/hoặc propylene glycol. Các thành phần không hoạt động cụ thể được sử dụng phụ thuộc vào dạng bào chế (thuốc mỡ, diện tích hoặc kem dưỡng da) và giúp sản phẩm giữ được tính toàn vẹn hóa học và vật lý của nó trong khi tăng thời hạn sử dụng.

### Viêm da, bệnh vẩy nến và bệnh chàm
Kem hoặc thuốc mỡ Amcinonide 0,1% thường được áp dụng hai đến ba lần mỗi ngày để điều trị viêm da, bệnh vẩy nến và/hoặc bệnh chàm trong khi cùng một loại kem dưỡng da thường chỉ được sử dụng hai lần mỗi ngày. Thông tin này có thể được tìm thấy trên nhãn được FDA chấp thuận hoặc từ bác sĩ kê đơn hoặc dược sĩ. Băng kết thúc có thể được sử dụng để bổ sung điều trị Amcinonide, đặc biệt khi điều trị bệnh vẩy nến.

## Tác dụng phụ
Amcinonide thể hiện tác dụng phụ phổ biến trong số các corticosteroid khác. Mặc dù những phản ứng này không phổ biến đối với hầu hết các phương tiện giao hàng, việc sử dụng băng gạc làm tăng khả năng xảy ra các hiệu ứng như vậy. Chúng bao gồm nóng rát, ngứa, khô da và kích ứng, mụn/mụn, teo da, phồng rộp và/hoặc đổi màu da. Trong khi hầu hết các tác dụng phụ là nhẹ, nên liên hệ với một chuyên gia y tế nếu phát ban nghiêm trọng, nổi mụn, suy giảm da, mọc tóc quá mức hoặc tăng cân bất thường. Thực hiện theo các hướng dẫn chèn gói cho một liều thuốc duy nhất, như chi tiết trên chèn gói, sẽ không dẫn đến bất kỳ độc tính nào.

## Dược lý
Cyclocort là một corticosteroid tổng hợp được tạo ra để bắt chước glucocorticoids tự nhiên. Để làm như vậy, amcinonide hoạt động như một chất chủ vận để nhắm mục tiêu thụ thể glucocorticoid. Sau khi tương tác với thụ thể, endocytosis xảy ra tại thời điểm thuốc có thể liên kết với DNA trong tế bào. Biểu hiện gen sau đó được sửa đổi để tạo ra các chất trung gian chống viêm trong khi ngăn ngừa sự hình thành các tác nhân gây viêm do đó làm giảm viêm tổng thể và phản ứng của hệ miễn dịch.

### Cơ chế hoạt động
Cơ chế mà Amcinonide gây ra phản ứng chống viêm là không rõ ràng với nghiên cứu hiện tại tập trung vào các steroid tại chỗ tương tự có thể có cùng cơ chế. Điều này được cho là xảy ra thông qua việc tạo ra lipocortin (protein ức chế phospholipase A2). Nghiên cứu đang thực hiện dự đoán rằng Amcinonide trình bày việc giải phóng axit arachidonic, do đó, ngăn chặn sự tổng hợp các chất trung gian gây viêm tuyến tiền liệt và leukotrien. Phospholipase A2 thường làm cho phospholipid màng giải phóng axit arachidonic, do đó gây ra một loạt các phản ứng dẫn đến viêm da. Do ái lực cao của Amcinonide đối với thụ thể glucocorticoid, một tương tác thụ thể phối tử thần kinh xảy ra và giải phóng axit ban đầu bị ức chế, do đó giúp giảm bớt bất kỳ triệu chứng ngứa/nóng rát nào.

### Chuyển hóa & thải trừ
Amcinonide trải qua quá trình hấp thụ qua da với hồ sơ dược động học tương tự như các corticosteroid khác được quản lý một cách có hệ thống. Trao đổi chất xảy ra chủ yếu ở gan và các tế bào gan của nó. Các hợp chất chuyển hóa được lọc chủ yếu qua thận và bài tiết qua nước tiểu mặc dù một lượng nhỏ được bài tiết qua mật.

## Lịch sử
Amcinonide được phát triển lần đầu tiên ở Vương quốc Anh vào những năm 1960 và 1970 trước khi được công ty Cyanamid của Mỹ cấp bằng sáng chế. Phòng thí nghiệm Lederle, nổi tiếng nhất với việc phát hiện ra nhóm thuốc tetracycline kháng khuẩn, bắt đầu sản xuất Amcinonide trước khi được Cyanamid mua lại. Năm 1994, American Cyanamid và bộ phận Lederle Lab đã được American Home Products (AHP) mua trước khi đổi tên công ty thành Wyeth Enterprises vào năm 2002. Wyeth Pharma cuối cùng đã được đối thủ Pfizer mua vào năm 2009 với giá 68 tỷ USD mặc dù việc sản xuất Amcinonide đã bị công ty ngừng sản xuất.

### Nghiên cứu & thử nghiệm lâm sàng
Amcinonide được tạo ra từ phản ứng của 16α, 17α-Cyciopentylidenedioxy-9α-fluoro-11β, 21-dihydroxy-1,4pregnadiene-3,20-dione và acetic anhydride, trong đó lần lượt là 11,1g và 5,5mL để sản xuất 7,0g sản phẩm nguyên chất. Chỉ 4,7% bệnh nhân trong các thử nghiệm lâm sàng báo cáo gặp phải tác dụng phụ do tiếp tục sử dụng Amcinonide. Cụ thể, trong một nghiên cứu về khả năng chấp nhận được thực hiện hàng tuần, một phần năm bệnh nhân sử dụng cả hai loại giả dược và kem dưỡng da Cyclocort 0,1% đã báo cáo những khó chịu khác nhau trong nhiều cuộc phỏng vấn. Các kết quả của các thử nghiệm có liên quan được bao gồm dưới đây.
Một trong những nghiên cứu lâm sàng ban đầu về Amcinonide, được thực hiện bởi Woodford & Barry, 1979, đã so sánh các ứng dụng tại chỗ Amcinonide với Triamcinolone Acetonide. Cụ thể, các chế phẩm cường độ 0,1% của mỗi hợp chất đã được thử nghiệm với 0,025% Gel Synalar và Kem Betnovate 0,1% sử dụng xét nghiệm vận mạch để xác định khả dụng sinh học và tác dụng chống viêm. Tất cả các công thức có hồ sơ sinh khả dụng tương tự với đỉnh của đường cong đến khoảng 12 giờ sau khi dùng tại chỗ và che phủ bằng băng thay thế. Kết luận, nghiên cứu cho thấy kem Amcinonide là hiệu quả nhất với hoạt tính sinh học cao nhất và diện tích dưới đường cong (dược động học).
Một nghiên cứu của Pháp bởi Binet và cộng sự, 1979, đã so sánh thuốc mỡ Amcinonide 0,1% với thuốc mỡ Fluocinonide có độ bền tương đương, một loại corticosteroid tương tự đã có trên thị trường. Một phân tích so sánh mù đôi được thực hiện để xác định xem Amcinonide có tương đương sinh học trong điều trị bệnh vẩy nến và bệnh chàm hay không. Mỗi nhóm chứa cả nam và nữ ở các độ tuổi khác nhau (trung bình = 54,8) và so sánh các tiêu chí khách quan (vỏ, vảy, sưng, v.v.) và các tiêu chí chủ quan (ngứa, rát, đau). Nó đã được tìm thấy rằng điều trị viêm da bằng Amcinonide đã đạt được sự cải thiện đáng kể trong thời gian thử nghiệm một tuần, do đó chứng minh hiệu quả đầy đủ trong điều trị bệnh vẩy nến, bệnh chàm, và thậm chí là bệnh vẩy nến.
Tương tự như nghiên cứu của Woodford & Barry năm 1977, Woodford & Haigh, 1979 đã tìm cách xác định tiềm năng của Amcinonide 0,1% thông qua việc sử dụng xét nghiệm thuốc co mạch. Ba công thức cường độ bằng nhau của Amcinonide đã được điều chế (kem, thuốc mỡ kết hợp, kem kết hợp) được so sánh với các corticosteroid tương tự đã có trên thị trường ở Vương quốc Anh (Betnovate, Metosyn, Synalar, Temetex, Dermovate và Halciderm). Người ta nhận thấy rằng kem Amcinonide 0,1% có hoạt tính sinh học cao hơn đáng kể so với các loại thuốc được phân loại 'mạnh' khác và sau đó được gán cho loại 'rất mạnh', được thành lập bởi hệ thống phân loại hiệu lực MIMS của Anh. Kem Amcinonide cũng được xác định là tương đương sinh học với các corticosteroid độc quyền khác trên thị trường Anh.
Trong một nghiên cứu được thực hiện bởi Fedler, Pilz, & Frosch, 1993, việc sử dụng lâu dài Amcinonide, cùng với các corticosteroid tại chỗ khác, đã được thử nghiệm trên những phụ nữ có tiền sử viêm da tương đối khỏe mạnh. Nó đã được tìm thấy rằng việc sử dụng corticosteroid cuối cùng có thể gây ra phản ứng ban đỏ và phát ban. Nghiên cứu kết luận rằng dị ứng tiếp xúc có thể được phát triển, trong một số trường hợp, khi sử dụng Amcinonide để điều trị viêm da mãn tính. Những phát hiện này nên được xem xét khi điều trị các bệnh da liễu bằng nhiều corticosteroid, bao gồm Amcinonide.

### Thương mại hóa
Lần đầu tiên được giới thiệu ra thị trường vào năm 1979 dưới dạng kem 0,025% và 0,1%, Amcinonide đã có sẵn liên tục kể từ đó, được kê đơn cho một loạt các triệu chứng da liễu tương tự. Phòng thí nghiệm Lederle lần đầu tiên sản xuất Amcinonide để phân phối cho các quốc gia ở Bắc Mỹ, Châu Âu và Châu Á. Năm 1979, được bán trên thị trường dưới tên thương mại là Cyclocort, Amcinonide đã được cung cấp tại Hoa Kỳ. Cũng được sản xuất bởi Cyanamid của Mỹ, Amcinonide sau đó được bán sang Tây Đức với tên Amcinonid bắt đầu vào năm 1981. Ngay sau đó vào năm 1982, Lederle đã lần lượt giới thiệu sản phẩm này đến Pháp và Nhật Bản với tên Visderm và Penticort.
Sau khi có được quyền sản xuất từ American Home Products, Amcinonide hiện đang được sản xuất tại Hoa Kỳ bởi Taro Cosmetics USA và Fougera, một công ty con của Sandoz và Novartis. GlaxoSmithKline và Teva Canada cũng sản xuất Amcinonide để bán hàng quốc tế. Trong khi hầu hết các sản phẩm được sản xuất ở mức 0.1% thuốc mỡ sức mạnh, kem, hoặc kem dưỡng da, điều quan trọng là cần lưu ý rằng không ai trong số các nhà sản xuất bán Amcinonide như một thuốc không kê đơn (OTC) nhưng chỉ như là một sản phẩm theo toa.
Trong khi các bằng sáng chế ban đầu mà công ty Cyanamid của Mỹ thu được vào cuối những năm 1970/đầu những năm 1980 cho các loại thuốc mỡ, kem và kem dưỡng da đã hết hạn, các bằng sáng chế mới đã được sử dụng cho các phương pháp chuyển da khác. Tuy nhiên, gần đây, bản thân công thức thuốc không được cấp bằng sáng chế mà là cách kết hợp nó vào các loại băng dính như lớp dính nhạy áp lực như Senju USA, Inc. đã chứng minh vào năm 2012 - 2014. Cụ thể, các dạng bào chế mới này nhắm đến các bệnh về mí mắt như viêm bờ mi, viêm kết mạc dị ứng, viêm giác mạc vernal và viêm giác mạc dị ứng. Điều này rất có ý nghĩa vì các công thức trước đây của Amcinonide đã không được sử dụng để điều trị viêm mắt. Các bằng sáng chế như thế này có khả năng tiếp tục được công bố dưới dạng nghiên cứu tìm kiếm các lựa chọn thay thế chi phí thấp cho các loại thuốc mới để tăng tính khả dụng sinh học và tuân thủ điều trị của bệnh nhân.

#### Quy định
Taro Pharmaceuticals đã được FDA chấp thuận để bắt đầu sản xuất kem Amcinonide vào năm 2002 sau khi chứng minh sản phẩm này tương đương sinh học với các sản phẩm Cyclocort đã có trên thị trường. Đây là sản phẩm Amcinonide chung đầu tiên được bán tại Hoa Kỳ, do đó giới thiệu một sản phẩm thay thế giá thấp hơn cho bệnh nhân mắc các bệnh da liễu có thể áp dụng. Năm 2003, Công ty Dược phẩm Fougera trở thành đối thủ cạnh tranh chính với Taro sau khi được FDA chấp thuận sản xuất kem Amcinonide 0,1%.
Năm 2009, Taro Pharmaceuticals đã được FDA cảnh báo rằng họ không đáp ứng các thực hành sản xuất tốt cho thuốc mỡ của họ và sản phẩm cuối cùng của họ là không vô trùng. Sau các cuộc điều tra bổ sung của FDA, điều này cuối cùng đã được giải quyết sau hai năm, tại thời điểm đó, công ty đã lấy lại được vị thế tốt với các quy định của FDA.